# فایو پوینتس، شهرستان وارن، اوهایو
فایو پوینتس (به انگلیسی: Five Points) یک منطقهٔ مسکونی در ایالات متحده آمریکا است که در شهرستان وارن، اوهایو واقع شده‌است. فایو پوینتس ۷٫۵ کیلومتر مربع مساحت و ۲٬۱۹۱ نفر جمعیت دارد و ۳۰۲ متر بالاتر از سطح دریا واقع شده‌است.